# Есу-Мункэ
Есу-Мункэ (ум. 1251) — третий хан Чагатайского улуса (1247—1251); сын Чагатая, внук Чингис-хана.
По смерти Чагатая в начале 1242 года его вдова, наиб Хабаш-Амид и вельможи возвели его внука Хара-Хулагу на престол, но после избрания кааном Гуюка, правителем Чагатайского улуса был назначен его личный друг, Есу-Мункэ, старший из оставшихся в живых сыновей Чагатая. Его визирем был ферганец Бахауддин Маргинани.
На курултае 1251 года Хара-Хулагу поддержал кандидатуру Мункэ и был восстановлен в правлении улусом. Он получил от нового каана войско с приказом идти против Есу-Мункэ, но умер по дороге близ Алтая. Есу-Мункэ был отправлен к Батыю и убит.